# Resolutie 1478 Veiligheidsraad Verenigde Naties
Resolutie 1478 van de Veiligheidsraad van de Verenigde Naties werd door de VN-Veiligheidsraad aangenomen op 6 mei 2003. De vijftien leden van de Raad keurden ze unaniem goed.

## Achtergrond
De tweede burgeroorlog in Liberia begon in 1999, toen de rebellengroep LURD een staatsgreep pleegde. Ook andere rebellenbewegingen namen gebied in en de regering controleerde nog slechts een derde van het land. Diezelfde regering steunde intussen wel de rebellengroepen in buurland Sierra Leone.
Resolutie 1343 eiste in 2001 dat Liberia alle steun aan die rebellen opzegde. Het conflict in Sierra Leone werd in dat jaar beëindigd, maar dat in Liberia breidde uit naar de andere buurlanden waaronder Ivoorkust. In 2003 escaleerde de zaak in Liberia. Er heerste een werkloosheid van 85% en humanitaire organisaties waren gedwongen zich terug te trekken. Ook werd het VN-wapenembargo tegen het land geschonden, openlijk zelfs, door Liberia zelf en de buurlanden die de rebellen steunden.

## Inhoud
De Veiligheidsraad:
- Verwijst naar de voorgaande resoluties 1132, 1171, 1306, 1343, 1385, 1395, 1400, 1408, 1458 en 1467.
- Heeft het rapport van de secretaris-generaal van 22 april gezien.
- Heeft de rapporten van het VN-panel van experts over Liberia gevraagd in de resoluties 1408 en 1458 gezien.
- Is zeer bezorgd over de bevindingen over de handelingen van de Liberiaanse overheid en de rebellengroepen, inclusief het bewijs dat de overheid resolutie 1343 blijft schenden, in het bijzonder door wapens te verwerven.
- Verwelkomt resolutie 57/302 van de Algemene Vergadering die de start van het Kimberley-Proces verwelkomt en herinnert zijn bezorgdheid over de rol van bloeddiamanten in het conflict in de regio.
- Verwelkomt de blijvende inspanningen van ECOWAS en de Internationale Contactgroep over Liberia om de vrede en stabiliteit in de regio te herstellen, specifiek de aanstelling van de voormalige Nigeriaanse president als bemiddelaar.
- Merkt het positieve effect van het Rabat-proces (inzake immigratie en ontwikkeling) op de vrede en veiligheid in de regio en moedigt de landen van de Manorivierunie aan dit te blijven verderzetten.
- Moedigt maatschappelijke initiatieven aan, zoals dat van het Vrouwenvredesnetwerk van de Manorivierunie.
- Verwelkomt het overleg tussen de presidenten van Liberia en Ivoorkust op 26 april in Togo en spoort verder overleg aan.
- Spoort alle landen, en specifiek Liberia, aan mee te werken met het Speciale Hof voor Sierra Leone.
- Verwijst naar het moratorium van ECOWAS op import, export en productie van lichte wapens dat in 1998 werd ingesteld.
- Is diep bezorgd over de verslechterende humanitaire situatie en de Mensenrechtenschendingen in Liberia en de instabiliteit in Liberia en buurlanden.
- Bepaalt dat de actieve steun van Liberia aan rebellen in de regio de internationale vrede en veiligheid in de regio bedreigt.
- Handelend onder hoofdstuk VII van het Handvest van de Verenigde Naties:

1. Beslist dat Liberia niet voldoet aan de eisen in resolutie 1343.
2. Merkt bezorgd op dat het vernieuwde vliegtuigregister dat in resolutie 1343 geëist werd inactief blijft.
3. Onderstreept dat deze eisen bedoeld zijn om de vrede en stabiliteit in Sierra Leone te verzekeren en de goede relaties tussen de landen in de regio te versterken.
4. Roept de landen in de regio, en Liberia in het bijzonder, actief deel te nemen aan regionale vredesinitiatieven.
5. Roept de overheid van Liberia en de LURD (rebellenbeweging) op onderhandelingen te beginnen.
6. Is bereid een uitzondering toe te staan op de reisbeperkingen in resolutie 1343 als dat de vrede vooruit helpt.
7. Verwelkomt Liberia's akkoord om het mandaat van het VN-Kantoor in Liberia te herzien.
8. Roept de Liberiaanse overheid en de rebellengroepen op de ongestoorde verplaatsing van VN- en NGO-personeel te verzekeren om het gebruik van kindsoldaten te stoppen en seksueel geweld en martelingen te voorkomen.
9. Eist dat de landen in de regio de militaire steun stoppen en vermijden dat rebellen hun land als uitvalsbasis gebruiken.
10. Beslist de maatregelen in de paragrafen °5 en °7 van resolutie 1343 met twaalf maanden te verlengen en dan te beslissen of Liberia eraan voldoet en of ze opnieuw verlengd worden.
11. Herinnert eraan dat de maatregelen in paragraaf °5 van resolutie 1343 over de verkoop van wapens gelden voor eender welke koper in Liberia.
12. Beslist dat over deze maatregelen beslist zal worden nadat bepaald is of Liberia aan de eisen in paragraaf °1 voldoet.
13. Herhaalt de vraag aan Liberia om een certificatiesysteem voor de oorsprong van diamanten op te zetten dat compatibel is met het Kimberley-proces.
14. Beslist dat zo gecertificeerde ruwe diamant is vrijgesteld van paragraaf °6 (importverbod voor andere landen) van resolutie 1343.
15. Vraagt alle landen en betrokken internationale organisaties Liberia te helpen met deze certificatie.
16. Besluit dat de audit van de Liberiaanse overheid niet bevestigt dat de winsten van het Liberiaanse Scheeps- en Bedrijfsregister en de houtindustrie voor legitieme doeleinden gebruikt worden.
17. Beslist dat:
a. Alle landen de invoer van Liberiaans hout gedurende tien maanden moeten verbieden.
b. Deze maatregelen op 7 juli van kracht worden.
c. Na deze tien maanden beslist wordt of de maatregelen verlengd worden.
18. Beslist tegen 7 september uit te maken hoe de humanitaire impact van de maatregelen zo laag mogelijk gehouden kan worden.
19. Vraagt de Secretaris-Generaal tegen 7 augustus een rapport te bezorgen over deze impact.
20. Vraagt de Secretaris-Generaal om vanaf 21 oktober om de zes maanden een rapport in te dienen over Liberia's schikking naar de eisen in paragraaf °1.
21. Vraagt ECOWAS om regelmatig te rapporteren over de activiteiten van haar leden om deze resolutie uit te voeren.
22. Vraagt de landen in de regio om de verspreiding van lichte wapens en huurlingen tegen te gaan en deze resolutie en het ECOWAS-moratorium op lichte wapens uit te voeren.
23. Vraagt de partijen om ontwapening, demobilisatie en re-integratie op te nemen in vredesakkoorden.
24. Vraagt het Comité de taken in deze resolutie uit te voeren en zijn mandaat voort te zetten.
25. Vraagt de Secretaris-Generaal om binnen de maand voor vijf maanden een Panel van Experts op te zetten om:
a. De voldoening van Liberia aan de eisen en schendingen van de maatregelen hierboven te rapporteren.
b. Te onderzoeken of enige inkomsten van Liberia worden gebruikt om deze resolutie te schenden.
c. De humanitaire impact van paragraaf °17 te bekijken en tegenmaatregelen voor te stellen.
d. Tegen 7 oktober te rapporteren, in het bijzonder de versterking van de maatregelen uit paragraaf °5 van resolutie 1343.
Vraagt verder dat de Secretaris-Generaal hiervoor de nodige middelen voorziet.
26. Vraagt het Panel van Experts de verzamelde informatie aan de betrokken landen over te maken voor onderzoek en tegenactie en aan hen recht van antwoord te geven.
27. vraagt alle landen te zorgen dat de VN-embargo's nageleefd worden.
28. Alle landen rebellengroepen buiten moeten houden, hun eigen burgers uitgezonderd.
29. Vraagt het Comité een lijst bij te houden van bedrijven wiens vlieg- en vaartuigen gebruikt werden om paragraaf °5 van resolutie 1343 te schenden.
30. Vraagt alle ECOWAS-landen met het Panel van Experts mee te werken aan deze lijst en informatie over de doortocht van deze voertuigen.
31. Vraagt Liberia om de vluchtcontrole op de internationale luchthaven van Robertsfield toe te laten informatie over betrokken vliegtuigen te verstrekken.
32. Beslist vanaf 7 november om de zes maanden de maatregelen in de paragrafen °10 en °17 te herzien.
33. Dringt aan op de medewerking van alle landen en organisaties met het Panel van Experts.
34. Beslist actief op de hoogte te blijven.

## Verwante resoluties
- Resolutie 1408 Veiligheidsraad Verenigde Naties (2002)
- Resolutie 1458 Veiligheidsraad Verenigde Naties
- Resolutie 1497 Veiligheidsraad Verenigde Naties
- Resolutie 1509 Veiligheidsraad Verenigde Naties

Lijst ·  1455 ·  1456 ·  1457 ·  1458 ·  1459 ·  1460 ·  1461 ·  1462 ·  1463 ·  1464 ·  1465 ·  1466 ·  1467 ·  1468 ·  1469 ·  1470 ·  1471 ·  1472 ·  1473 ·  1474 ·  1475 ·  1476 ·  1477 ·  1478 ·  1479 ·  1480 ·  1481 ·  1482 ·  1483 ·  1484 ·  1485 ·  1486 ·  1487 ·  1488 ·  1489 ·  1490 ·  1491 ·  1492 ·  1493 ·  1494 ·  1495 ·  1496 ·  1497 ·  1498 ·  1499 ·  1500 ·  1501 ·  1502 ·  1503 ·  1504 ·  1505 ·  1506 ·  1507 ·  1508 ·  1509 ·  1510 ·  1511 ·  1512 ·  1513 ·  1514 ·  1515 ·  1516 ·  1517 ·  1518 ·  1519 ·  1520 ·  1521